# Hideharu Miyahira
Hideharu Miyahira (宮平 秀治, Miyahara Hideharu), né le 21 décembre 1973 à Otaru, est un sauteur à ski japonais.
Entre 2018 et 2022 il a été l'entraineur du Japon, menant notamment le prodige Ryōyū Kobayashi vainqueur de deux gros globes de cristal, deux tournées des quatre tremplins et deux médailles olympiques.

## Palmarès

### Jeux olympiques
| Épreuve / Édition | Salt Lake City 2002 |
| Grand Tremplin    | 24e                 |
| Par Equipes       | 5e                  |

### Championnats du monde
| Épreuve / Édition | Épreuve / Édition | Ramsau 1999 | Lahti 2001 | Val di Fiemme 2003 | Oberstdorf 2005 |
| Petit Tremplin    | Petit Tremplin    | Argent      | 21e        | 4e                 |                 |
| Grand Tremplin    | Grand Tremplin    | Bronze      | 14e        | 5e                 | 25e             |
| Par Equipes       | PT                |             | 4e         |                    |                 |
| Par Equipes       | GT                | Argent      | 4e         | Argent             | 10e             |

### Championnats du monde de vol à ski
| Épreuve / Édition | Oberstdorf 1998 | Vikersund 2000 | Harrachov 2002 | Planica 2004 |
| Individuel        | 20e             | 10e            | 45e            | 26e          |
| Par Equipes       |                 |                |                | 5e           |

### Coupe du monde
- Meilleur classement final: 5e en 1999.
- 1 victoire.
- 3e de la Tournée des Quatre Tremplins 1998-1999
- 4 podiums par équipes.

### Saison par saison
| Année | Lieu               |
| 1999  | Planica (Slovénie) |